# Grupo de usuarios de Linux

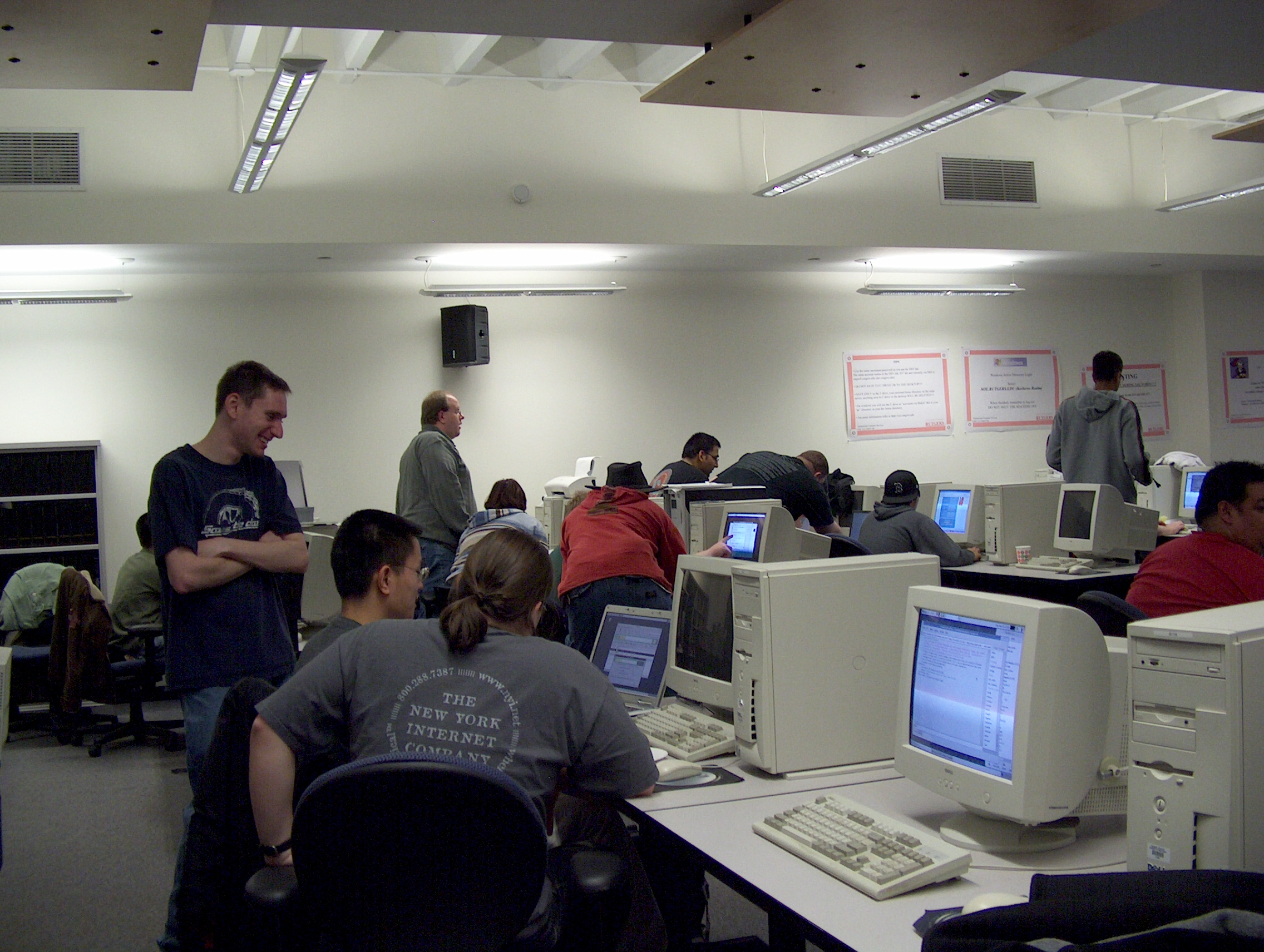
Installfest alojado por el grupo de usuarios de Linux para estudiantes de la Universidad Rutgers.

Un grupo de usuarios de Linux (LUG), grupo de usuarios de GNU/ Linux (GLUG) o grupo de usuarios de software libre, es una organización sin fines de lucro que brinda apoyo mutuo y/o educación a los usuarios de Linux, especialmente para los inexpertos o recién llegados. El término comúnmente se refiere a grupos locales que se reúnen en persona, pero también se usa para referirse a grupos de apoyo en línea que pueden tener miembros repartidos en un área muy amplia y que no organizan o no dependen de reuniones físicas. Muchos LUG incluyen FreeBSD y otros sistemas operativos basados en Unix de software libre y de código abierto.
La mayoría de los LUG son gratuitos, no requieren cuotas mensuales o anuales. En muchos casos, se alienta a los participantes a patrocinar los lugares de acogida (especialmente en reuniones de restaurantes, comprando la cena).

## LUG locales
Los grupos locales de usuarios de Linux se reúnen (generalmente de forma semanal a mensual) para proporcionar soporte y/ o organizar presentaciones para usuarios de Linux, particularmente para usuarios sin experiencia. Dado que Linux no está dominado por ninguna entidad corporativa o institucional específica, las reuniones de LUG generalmente abarcan una gama más amplia de temas que las reuniones de otros grupos de usuarios. El soporte es más fácil por teléfono o en persona que por correo electrónico o USENET. Los LUG todavía se centran principalmente en usuarios aficionados y profesionales que se dedican al estudio autodirigido.
SVLUG se encuentra entre los LUG más antiguos y más grandes. Originalmente se formó como un Grupo de Interés Especial para la Silicon Valley Computer Society, fundada por Daniel Kionka para soportar Xenix y "sistemas PC UNIX de bajo costo" (y luego se centró en Linux, como la implementación libre dominante de Unix).
De acuerdo con el Grupo de usuarios de Linux COMO: 

Los grupos de usuarios de computadoras no son nuevos. De hecho, fueron centrales en la historia de la computadora personal: las microcomputadoras surgieron en gran parte para satisfacer la demanda de acceso personal y asequible a los recursos informáticos de la electrónica, radioaficionados y otros grupos de usuarios aficionados. Gigantes como IBM eventualmente descubrieron que la PC es algo bueno y rentable, pero el impulso inicial provino desde abajo.

## LUG en línea
No todos los grupos de soporte de Linux en línea se refieren a sí mismos como "LUG". Sin embargo, los índices LUG enumeran grupos con miembros en un área geográfica grande y, con el tiempo, organizaciones como el grupo de usuarios de Linux de la Unión Europea usa el término LUG para referirse a sí mismos.
Los LUG en línea usan listas de correo, tableros de anuncios e IRC como su método principal de comunicación, y los miembros se reúnen físicamente rara vez o no lo hacen. Al igual que con los LUG locales, algunos grupos se limitan a discusiones técnicas y otros buscan formar vínculos sociales entre los usuarios de Linux mediante foros de "chat" o "fuera de tema".
Las razones para formar o unirse a un LUG en línea difieren: algunos miembros de LUG en línea pueden estar relativamente aislados sin un LUG local accesible, o con solo unos pocos otros usuarios de Linux en su área.

## Actividades

### Conferencias y charlas
Algunos LUG son conferencias informales o mesas redondas; los miembros simplemente se sientan y conversan sobre temas relacionados con Linux. Algunos brindan presentaciones formales. Por ejemplo, Linus Torvalds ocasionalmente ha hablado con SVLUG o BALUG (que ambos están cerca de su antigua casa en Silicon Valley), y Hans Reiser (creador de ReiserFS) presentó sus primeros planes de diseño en una reunión de SVLUG. Los presentadores pueden ser cualquier persona de la comunidad con algo interesante que decir. Ocasionalmente, las corporaciones patrocinan a sus empleados a hablar en grupos de usuarios para promocionar sus productos. Los LUG generalmente requieren que estas presentaciones proporcionen contenido técnicamente interesante, en lugar de argumentos de venta. A menudo, las reuniones de LUG brindan una oportunidad para que los miembros e invitados hagan anuncios, especialmente para trabajos ofrecidos y/ o solicitados, pedidos de asistencia (consultoría gratuita o profesional) y hardware para la venta o para regalar "a un buen hogar".
Los LUG cerca uno del otro geográficamente a veces se juntan para celebrar conferencias y compartir conocimientos entre pares. Por ejemplo, en América Central, en 2009, se realizó el primer Encuentro Centro Americano de Software Libre en Nicaragua, donde asistieron LUG de la región, desde Belice hasta Panamá. Grupos de otros países también están invitados. En 2010, esta conferencia se llevó a cabo en Punta Renas, Nicaragua; donde había miembros de la región, incluso de Alemania y México. En 2011, se realizó en El Salvador. Estos eventos generalmente tienen lugar en verano, ya que la mayoría de los miembros de LUG son estudiantes. Como segundo ejemplo, varios LUG de área de Los Ángeles patrocinan la conferencia anual de la Exposición Linux del Sur de California (ESCALA).

### Festivales de instalación
Muchos LUG también organizan festivales de instalación, que son oportunidades para que los usuarios experimentados de Linux ayuden a otros, especialmente a los novatos con la instalación y configuración de sistemas Linux. Los Installfests también puede tener sesiones para enseñar nuevos consejos y trucos —ajuste de rendimiento, refuerzo de seguridad, etc.—.
Algunos LUG han desarrollado proyectos de talla regional o incluso internacional. Por ejemplo, el Grupo de Usuarios de Linux de Uganda opera en 3 ciudades principales y con frecuencia coordina eventos nacionales e internacionales que han presentado invitados tan destacados como Tim Berners-Lee. Cyberstorm.mu, un grupo de usuarios de Linux de Mauricio, capacita a estudiantes de secundaria en Linux para competir en Google Code-in y organiza hackathons centrados en Linux. El Grupo de Usuarios de Linux de Bellingham(BLUG), en Bellingham, Washington, celebra el LinuxFest Northwest anual, que atrae a un gran número de participantes de toda la región, incluido el oeste de Canadá. Asimismo, Bellevue Linux Users Group (BELUG), que se reúne en una librería en Bellevue, Washington, ha desarrollado The Linux Information Project (LINFO), un recurso integral en línea que recibe miles de visitas mensuales de todo el mundo.[cita requerida] A veces, los LUG están dotados de libros excedentes, números anteriores de revistas de Linux, copias de CD/ DVD y otros artículos promocionales para regalar a sus miembros.
Los LUG locales celebran el Día de la Libertad del Software al salir y promocionar el Software Libre y de Código Abierto (FOSS). Este evento se celebra comúnmente el tercer sábado de septiembre. En Latinoamérica se celebra cada año el Festival Latinoamericano de Instalación de Software Libre (FLISOL).

### Reuniones
Los LUG generalmente se reúnen una vez al mes, en instalaciones proporcionadas libremente por universidades, colegios, centros comunitarios, corporaciones privadas o salas de banquetes en restaurantes. Por ejemplo, SVLUG, de Silicon Valley, se reunió durante unos 10 años en la parte trasera de un restaurante Carl's Jr., y se ha reunido durante los últimos años en salas de reuniones de Cisco Systems y, más recientemente, de Symantec. Del mismo modo, BALUG (un LUG de San Francisco) se reunió durante muchos años en la sala de banquetes sobre el restaurante Four Seas en el barrio chino de San Francisco.
Las reuniones brindan oportunidades para que los usuarios socialicen. Los miembros a menudo intercambian direcciones de correo electrónico, URL y números de teléfono, y brindan soporte técnico o colaboran juntos en proyectos de estudio o desarrollo. Algunos LUG locales comparten características de LUG en línea, reuniones en IRC o alojamiento de listas de correo de soporte, además de las reuniones físicas. Los LUG también pueden tener presencia en un blog en línea; por ejemplo, OCLUG, OSU LUG y Nottingham LUG alojan páginas "Planet" que agregan blogs de miembros.
Los LUG también pueden ser un lugar natural para que las organizaciones locales encuentren experiencia en Linux. Los profesores de las clases de Unix en la Universidad Estatal de San José vinieron a SVLUG en los primeros días de Linux para encontrar profesores invitados para sus clases; algunos LUG proporcionan ayuda informática a escuelas y organizaciones sin fines de lucro, y realizan otros servicios de alcance comunitario.

## Mujeres en comunidades de software libre
El grupo en línea LinuxChix es un grupo social y LUG mundial que se fundó para proporcionar soporte técnico y social a mujeres usuarias de Linux.
Un estudio financiado por la CE (2006) resumido en el informe Flosspols, indica que aproximadamente el 1,5 % de los miembros de la comunidad de FLOSS eran mujeres, en comparación con el 28 % en software propietario. La Encuesta del censo de Ubuntu (junio de 2006) también refleja una proporción femenina similar con un 2,4 % de mujeres que se ofrecen como voluntarias activamente en la comunidad de Ubuntu.
Otras comunidades de mujeres son:
- Ubuntu-Women[19] busca equilibrar y diversificar la comunidad Ubuntu, participando activamente en discusiones con mujeres y alentándolas a participar y participar más en la comunidad Ubuntu.
- Debian-Women[20] busca equilibrar y diversificar el Proyecto Debian, comprometiéndose activamente con las mujeres interesadas y alentándolas a involucrarse más con Debian.
- Gnome-Women[21] es un grupo dedicado a alentar a las mujeres a contribuir a GNOME, una suite de escritorio Linux / Unix gratuita y de código abierto.
- KDE-Women se trata de construir una comunidad de mujeres contribuyentes y usuarias de KDE.
- Apache-Women tiene una lista de correo para discusiones.
- El programa Fedora-Women[22] tiene como objetivo proporcionar un foro para las mujeres de la Comunidad Fedora.
- Arch Linux Women[23] es un grupo de usuarios de Linux con todo incluido que se enfoca en alentar a las mujeres a involucrarse en la comunidad Arch Linux.